# Ruisrock

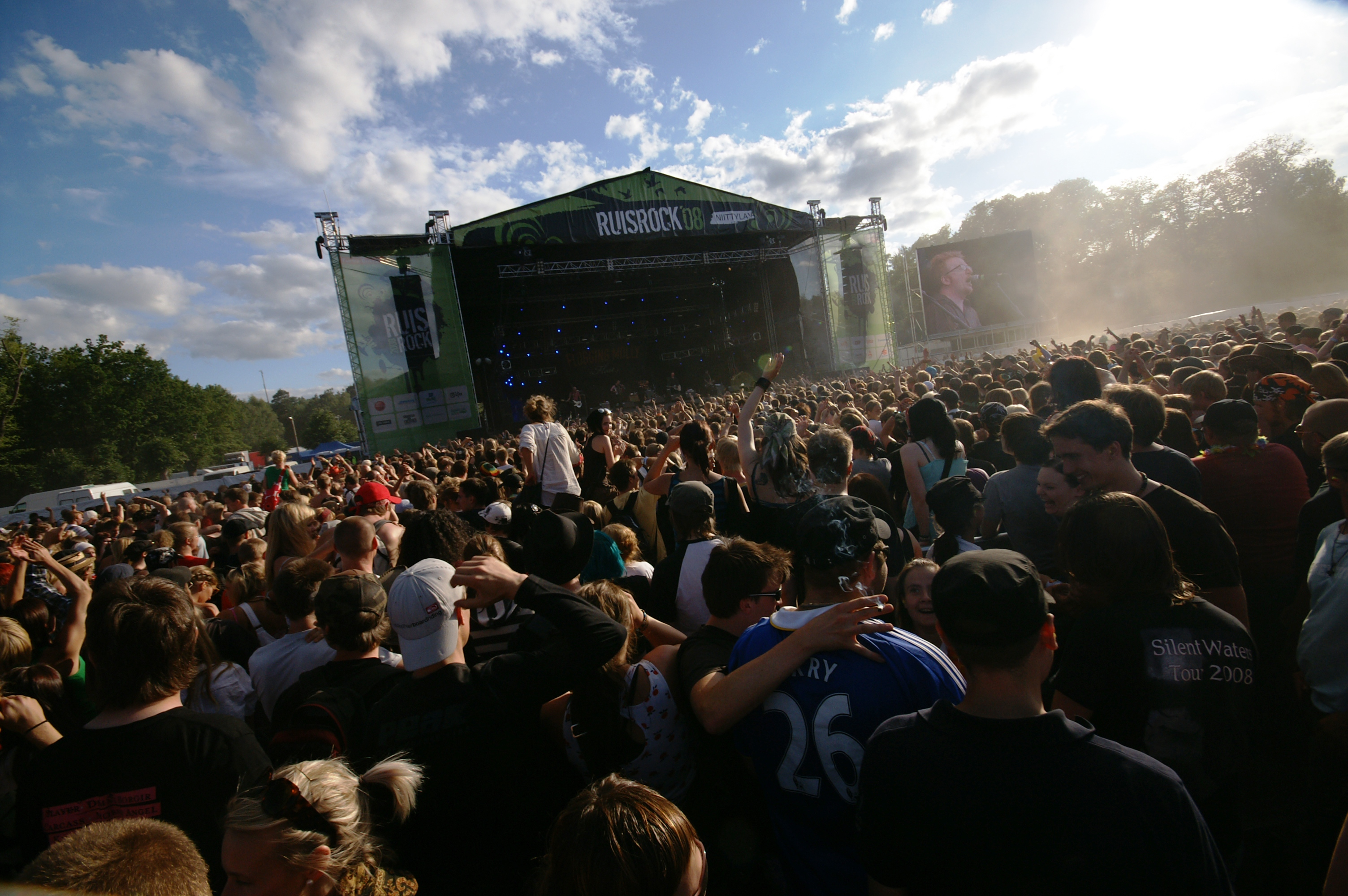
Ruisrock 2008

Ruisrock ist ein jährlich stattfindendes Kultur Event auf der zu Turku, Südwestfinnland, gehörenden Insel Ruissalo. Erstmals fand das dreitägige Festival 1970, also ein Jahr nach dem Woodstock-Festival, statt und erfreut sich nach einem Zuschauerrückgang in den 1990er Jahren wieder steigender Beliebtheit. Es ist das zweitälteste regelmäßig veranstaltete Rockfestival der Welt und das bekannteste Musikfestival Finnlands. Nicht nur die Besucherzahlen der einzelnen Jahre schwankten, sondern auch die jeweiligen Angaben, weshalb nur grob gesagt werden kann, dass der Rekord bei 70.000 bis 100.000 Personen liegt. In Sorge um das eigentlich abgeschiedene Naturschutzgebiet, hadern Umweltschützer deshalb mit der Veranstaltung.
Neben vielen finnischen Künstlern spielen jedes Jahr Musiker aus der ganzen Welt auf der Insel. Inzwischen gibt es fünf Bühnen: drei große, eine unter einem Zeltdach und eine kleinere Newcomer-Bühne. So traten bereits Bob Dylan, Thin Lizzy, Faith No More, Metallica, Bon Jovi, Nirvana, die Pet Shop Boys und die Red Hot Chili Peppers unter dem Ruisrock-Banner auf. Aus Deutschland waren die Puhdys und Rammstein zu Gast. Uriah Heep war schon in den 1970ern ein „Wiederholungstäter“. Bei Canned Heat lagen dagegen (gerundet) 40 Jahre zwischen ihren beiden Auftritten. Beinahe als Dauergast kann die einheimische Band The Rasmus gelten.
Im Jahr 2014 waren unter anderem solch unterschiedliche Künstler wie David Guetta, Suede und The Offspring zu Gast, was die stilistische Offenheit des Festivals dokumentiert.

## Einzelnachweise

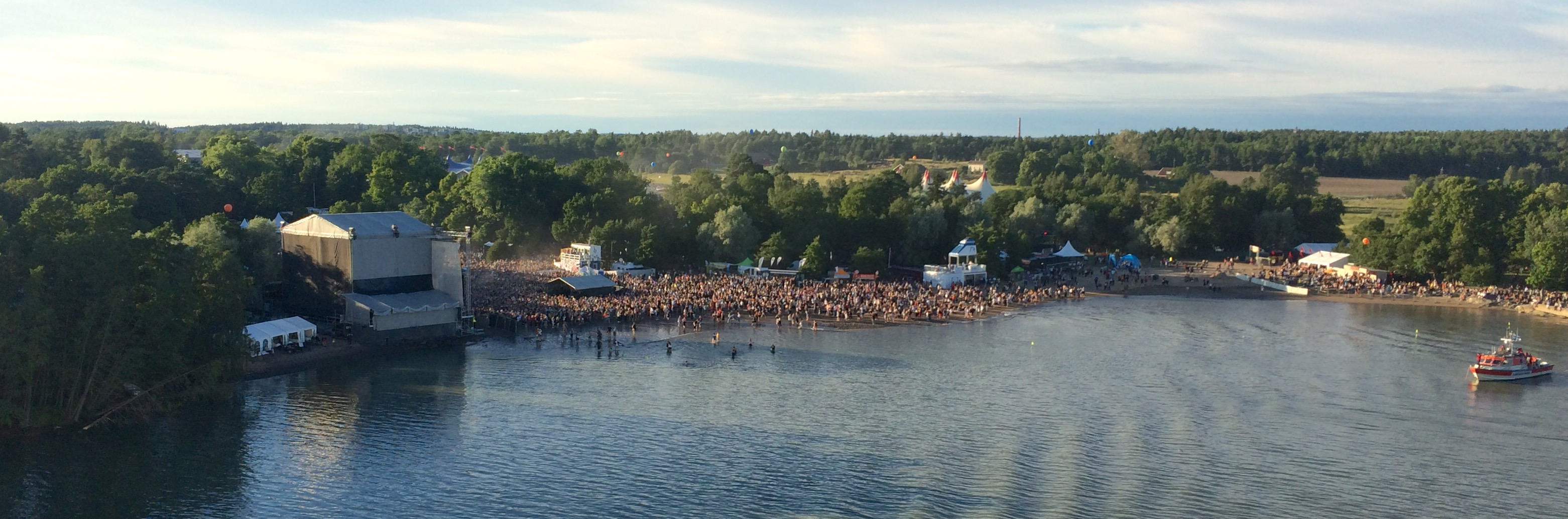
Ruisrock Festival, von MS Baltic Princess aus gesehen (8. Juli 2016)